# Gelber Edelapfel
Der Gelbe Edelapfel (auch Golden Noble, Glasapfel, Scheibenapfel, Wachsapfel oder Zitronenapfel) ist eine Herbstapfelsorte.
Diese Sorte wurde um 1800 in einem Garten in Downham (Norfolk), England, als Zufallssämling gefunden und seit etwa 1820 auch verbreitet.
Der Apfel wurde vom Verband der Gartenbauvereine Saarland-Pfalz e. V. zur Streuobstsorte des Jahres 2004 gewählt.

## Frucht
Die Früchte sind mittelgroß bis groß und flachrund. Pflückreif sind die Früchte ab September. Sie sind sofort genussreif und halten sich bis Januar. Das Fruchtfleisch ist hellgelb, saftig weinsäuerlich bis kräftig säuerlich und weist einen hohen Vitamin-C-Gehalt und nur geringen Zuckergehalt auf. Die Schale ist dünn, die Grundfarbe ist Zitronengelb, ebenso die Deckfarbe, die jedoch selten auch Hellorange sein kann. Die Kelchgrube ist flach, die Stielgrube ist leicht bronzefarben berostet. Der Stiel ist kurz und fleischig.
Die Frucht eignet sich aufgrund ihrer Säure nur bedingt zum Frischverzehr, ist jedoch für Diabetiker geeignet. Er wird insbesondere zum Kochen und Backen oder als Mostapfel verwendet.

## Baum
Der Baum ist frostunempfindlich und stark im Wuchs. Die Triebe sind lang und in der unteren Triebhälfte kahl, besitzen dort aber viele schlafende Augen. Der Baum bildet große breitkugelige Kronen und kann sehr alt werden. Er neigt nicht zur Vergreisung, wodurch erst spät ein Verjüngungsschnitt (siehe auch unter Kappung (Baum)) notwendig wird. Die Blüte ist spät, langanhaltend und witterungsunempfindlich und als Pollenspender geeignet, da diploid. Die Erträge sind hoch und regelmäßig.

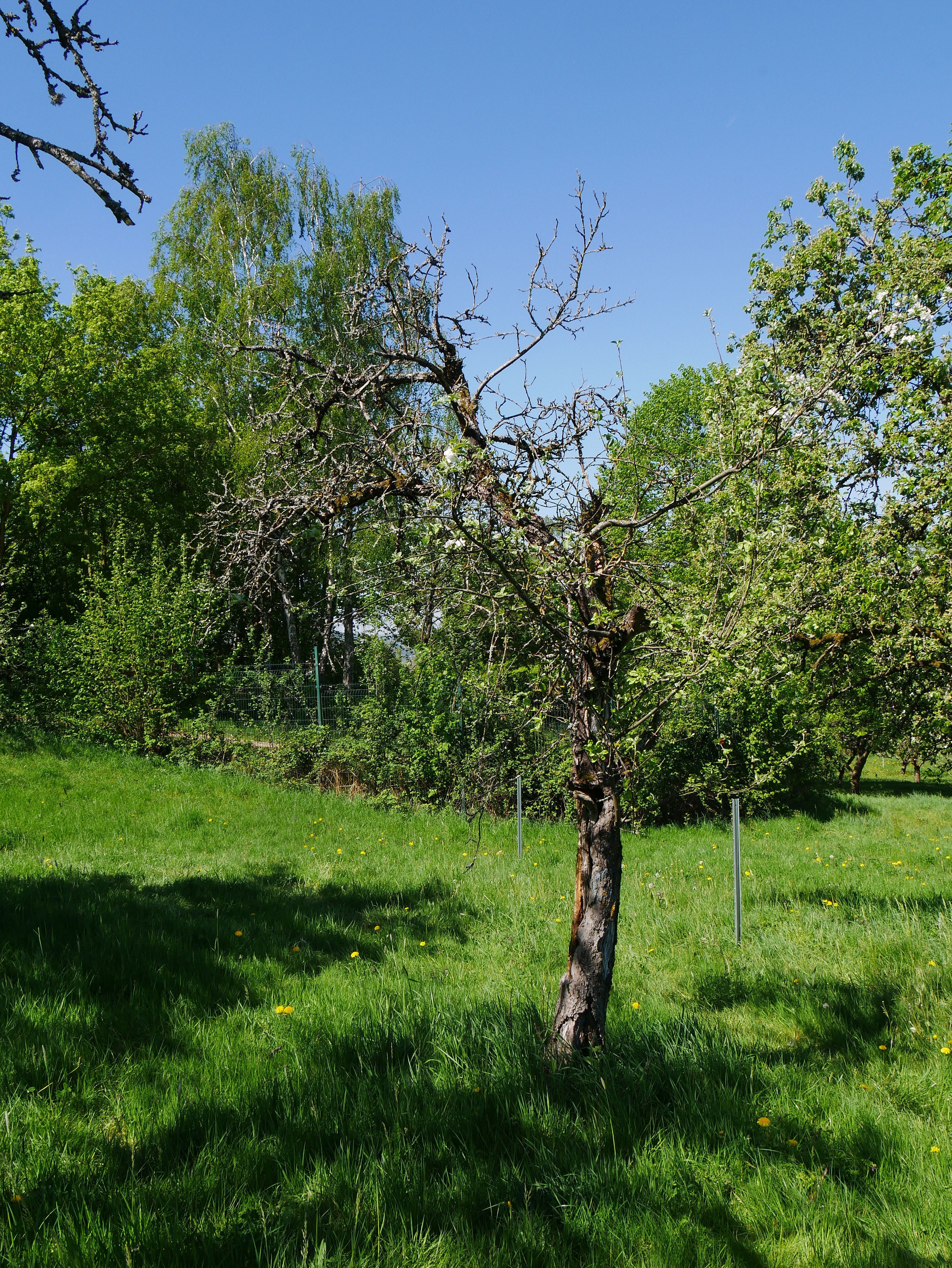
Ganzer Baum
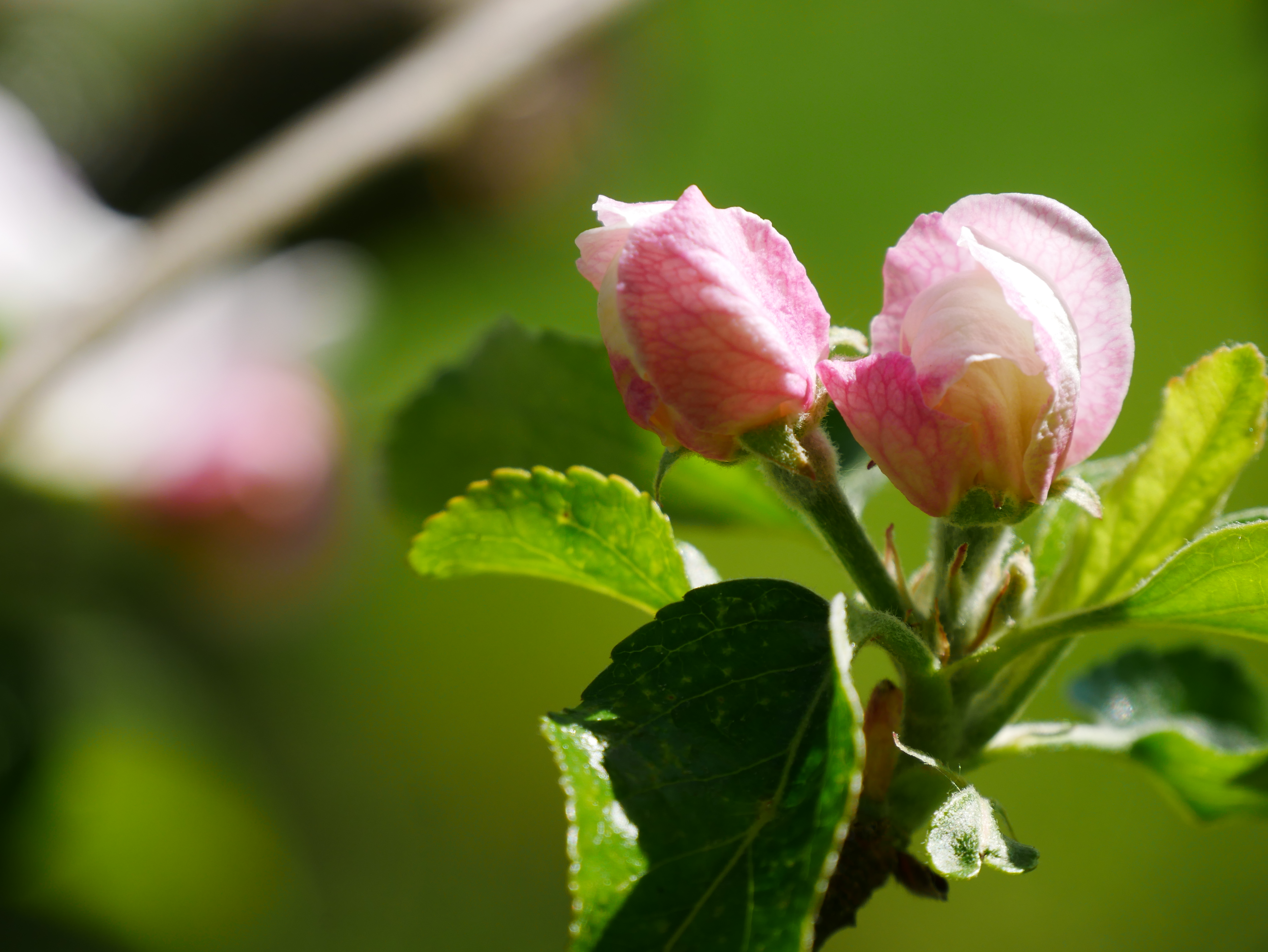
Knospen
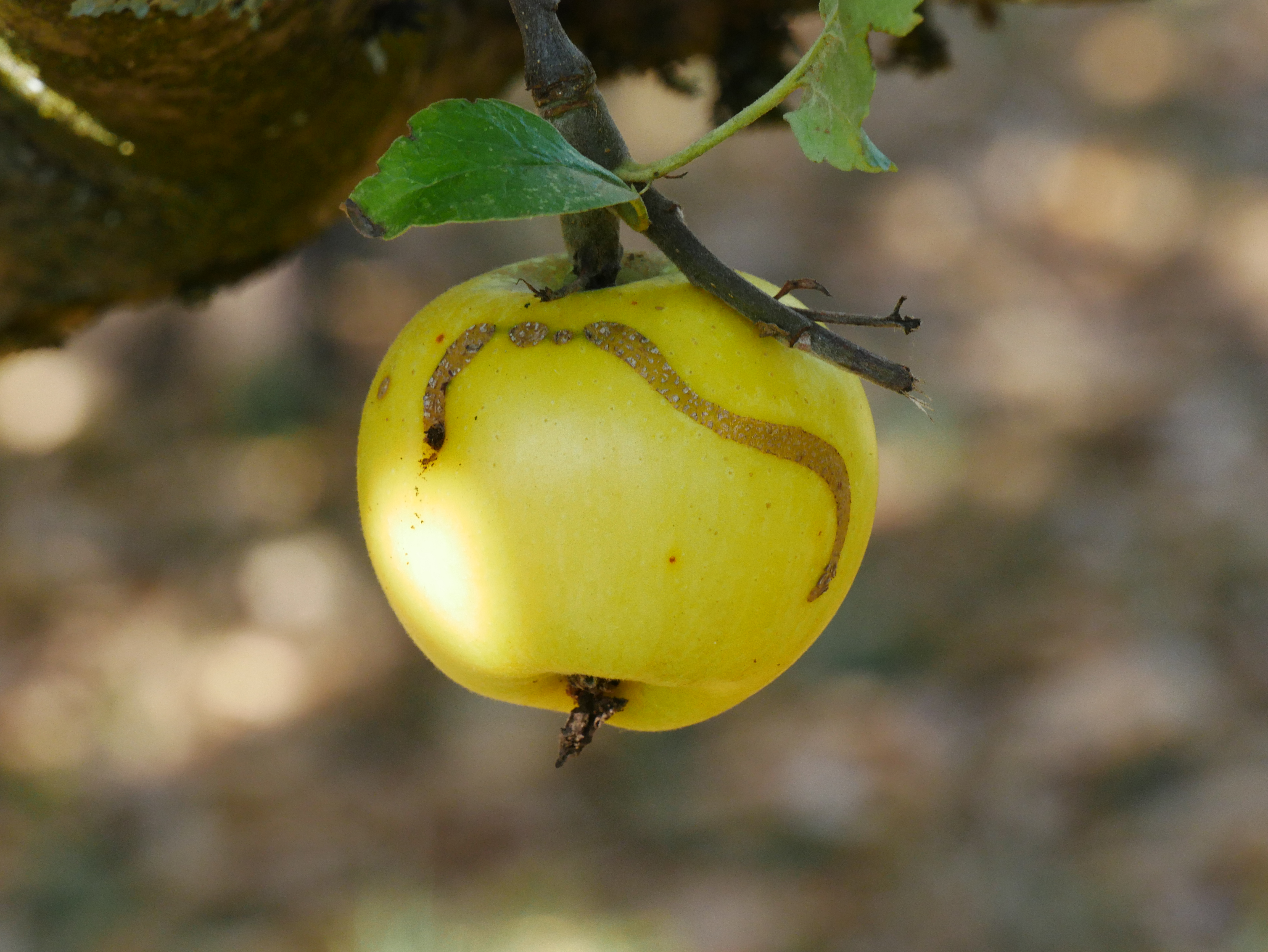
Frucht am Baum
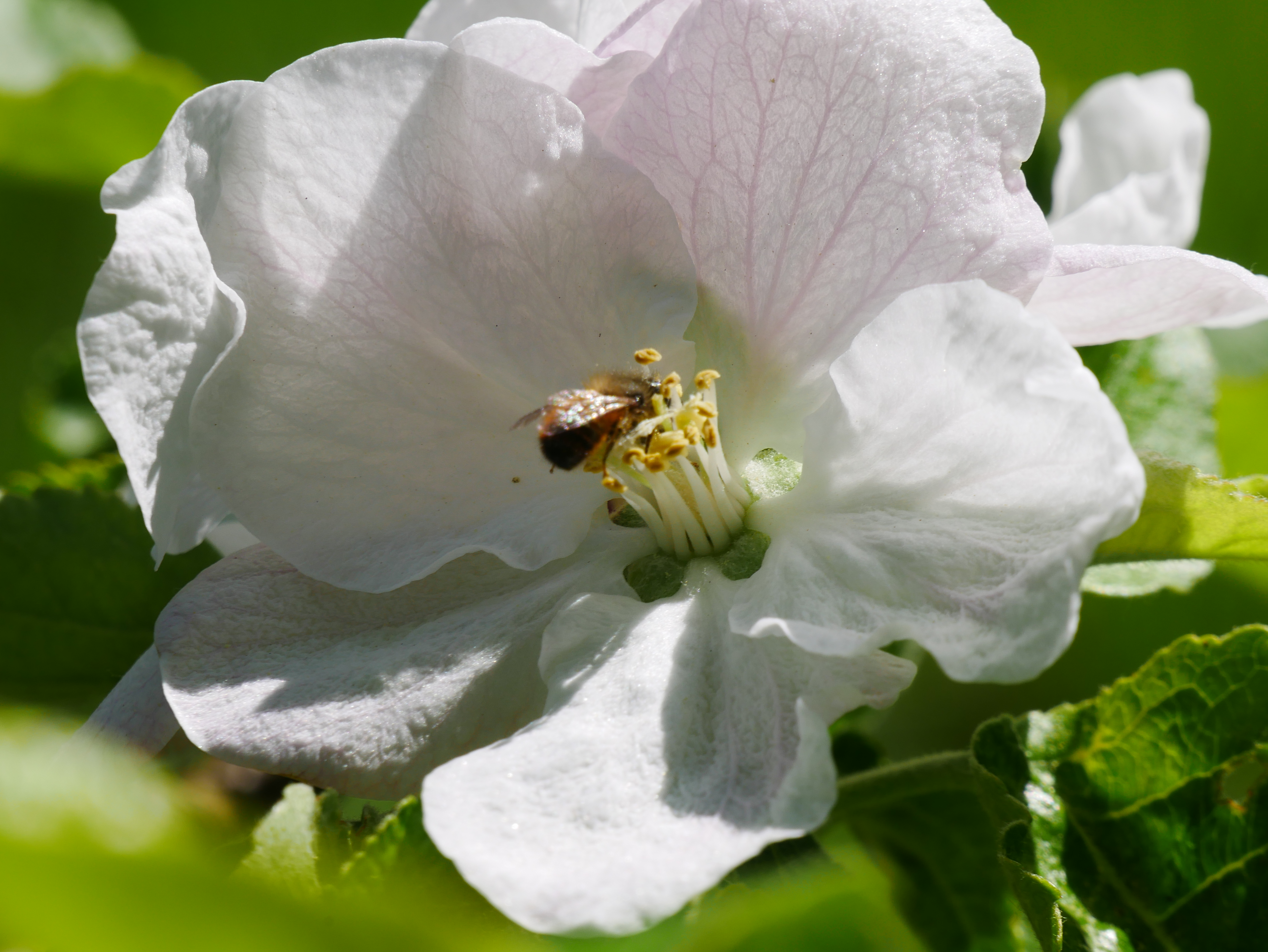
Blüte
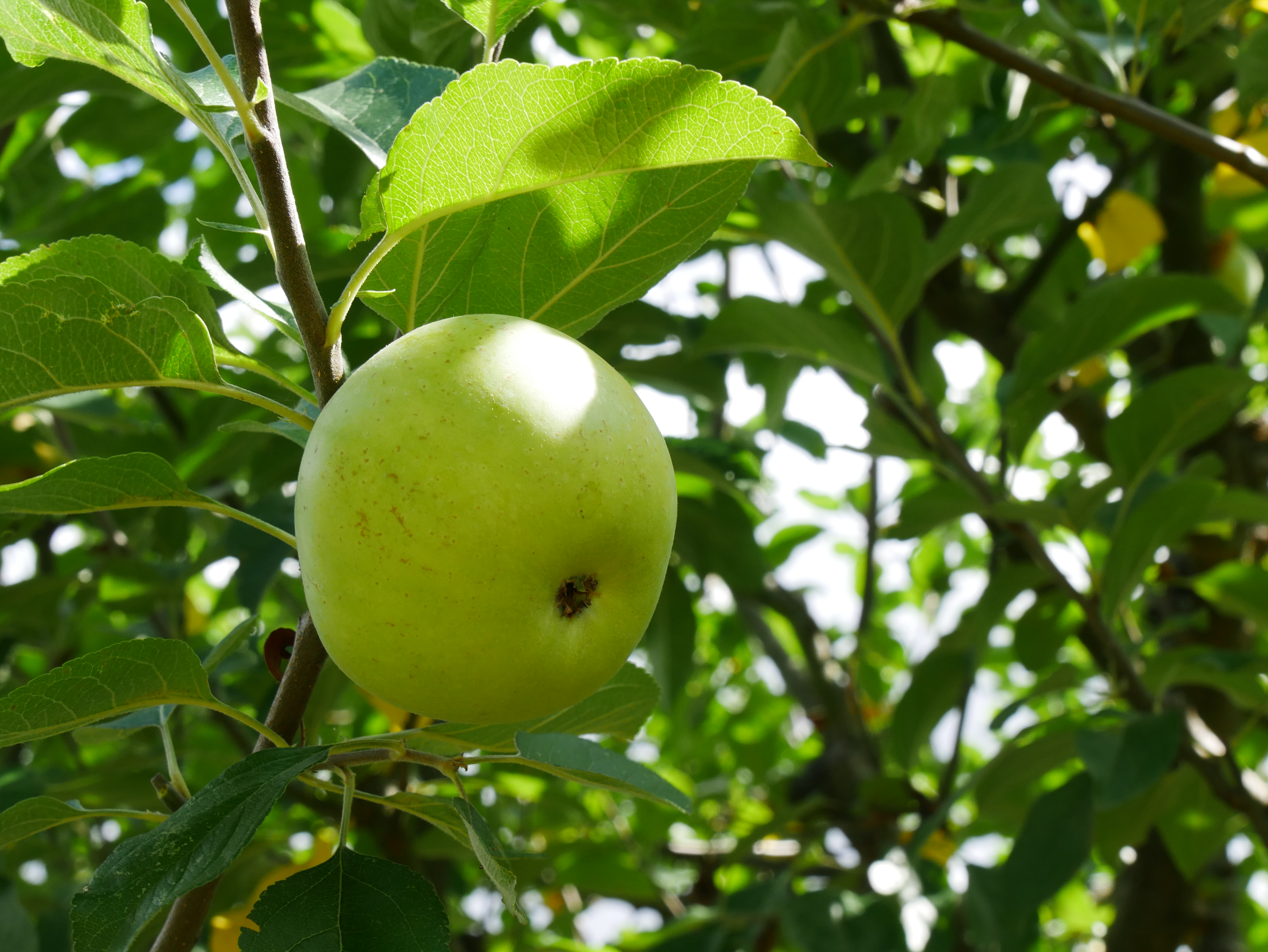
Unreife Frucht am Baum
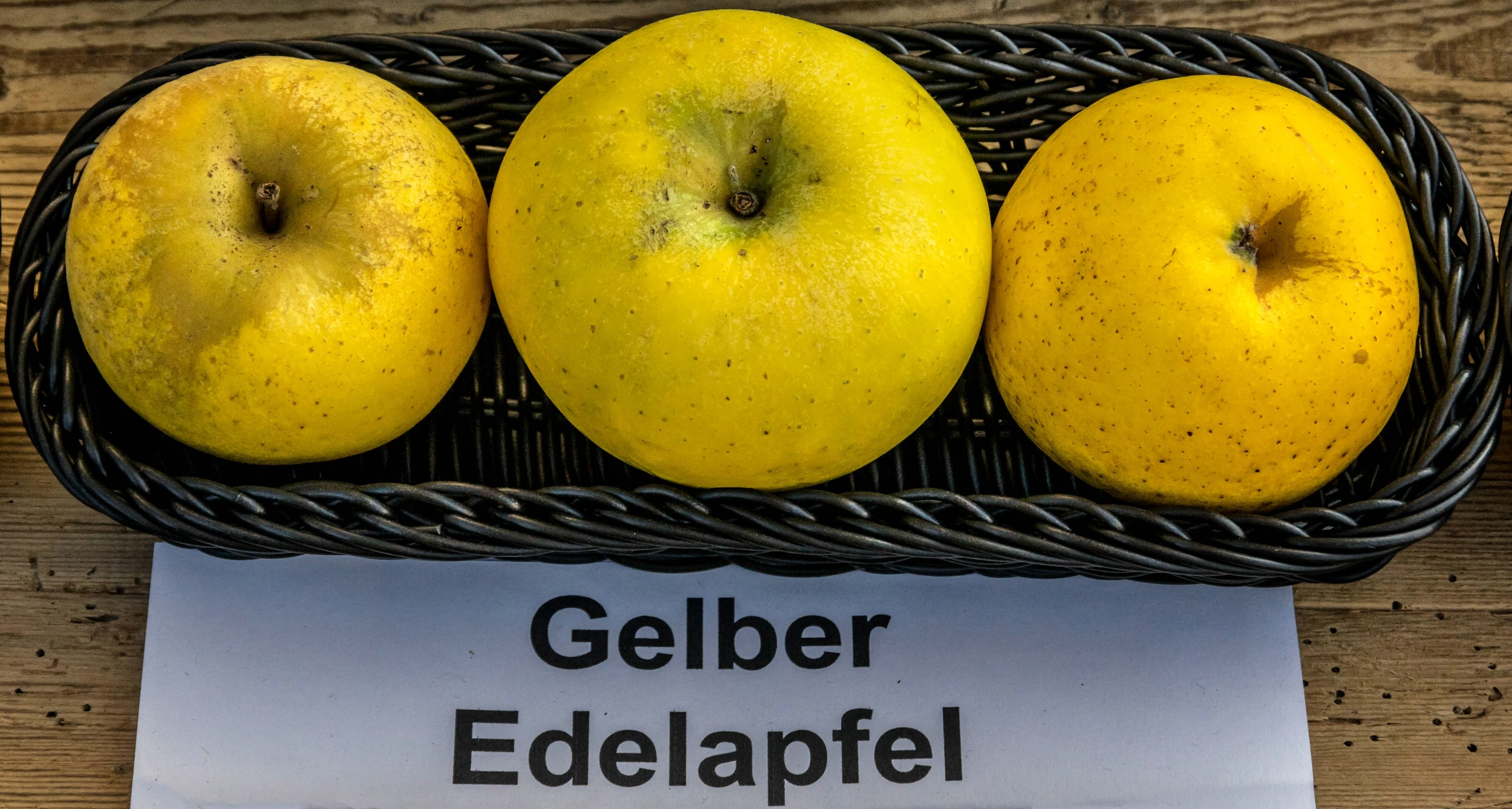
Ansicht der Frucht
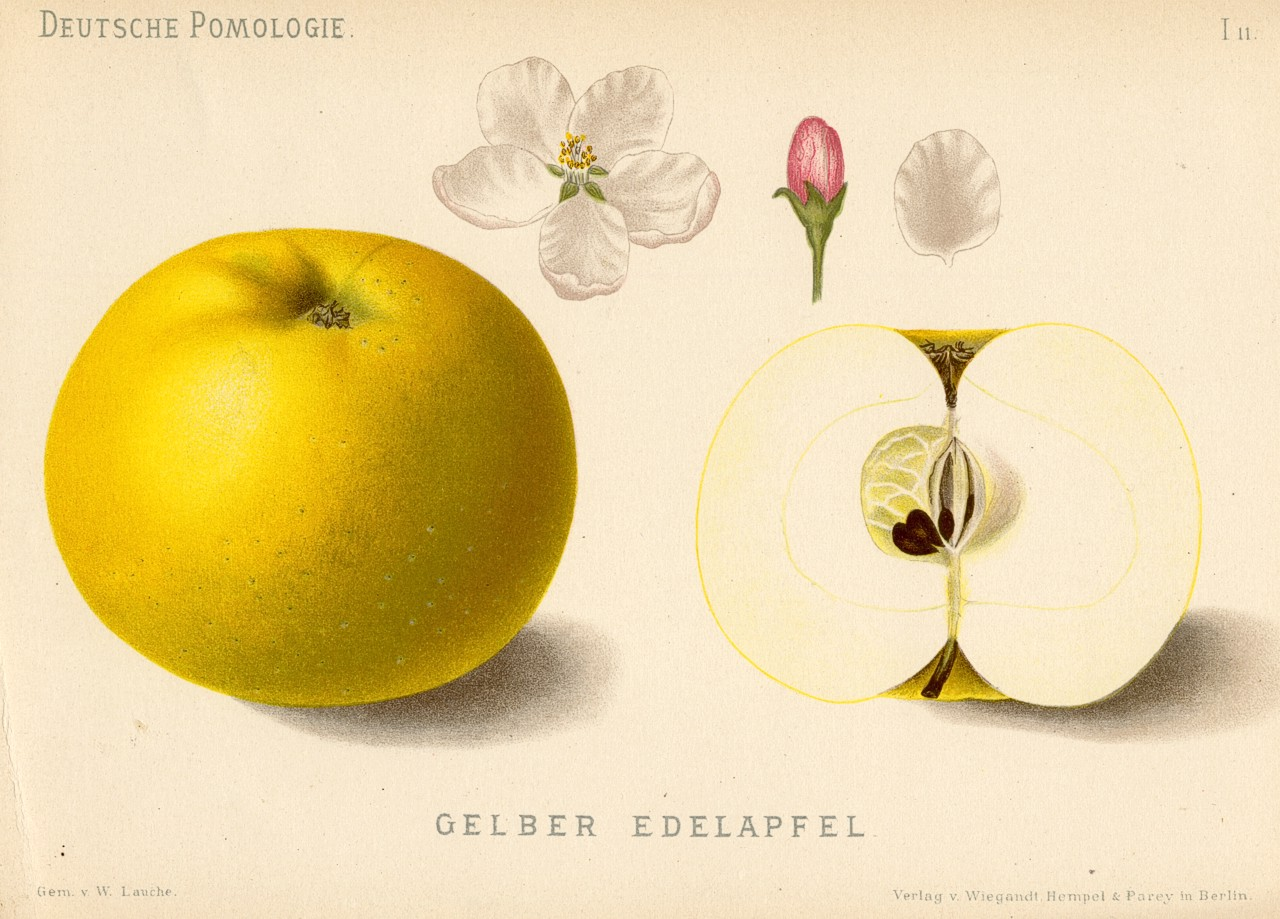
Gelber Edelapfel aus „Deutsche Pomologie“ 1882